# Albin Dahl
Albin Dahl   (Landskrona, 2 de gener de 1900 - Helsingborg, 15 de febrer de 1980) fou un futbolista, que jugava de davanter, i entrenador suec que va estar en actiu durant més de 40 anys.
El 1920 va prendre part en els Jocs Olímpics d'Anvers, on fou cinquè en la competició de futbol.Quatre anys més tard, als Jocs de París, guanyà la medalla de bronze en la competició de futbol.
Pel que fa a clubs, defensà principalment els colors del Landskrona BoIS, entre 1915 i 1921, i Helsingborgs IF, de 1922 a 1933, tot i que els darrers anys com a jugador els jugà al Växjö BK (1933) i Eslövs AI (1934). Guanyà la lliga sueca de 1928-1929, 1929-1930 i 1932-1933. Amb la selecció nacional jugà 29 partits, en què marcà 21 gols.
En retirar-se, el 1934, passà a exercir d'entrenador en diferents equips suecs, entre els quals destaquen el Helsingborgs IF, el Helsingør IF o el Råå IF, fins a mitjans de la dècada de 1950.

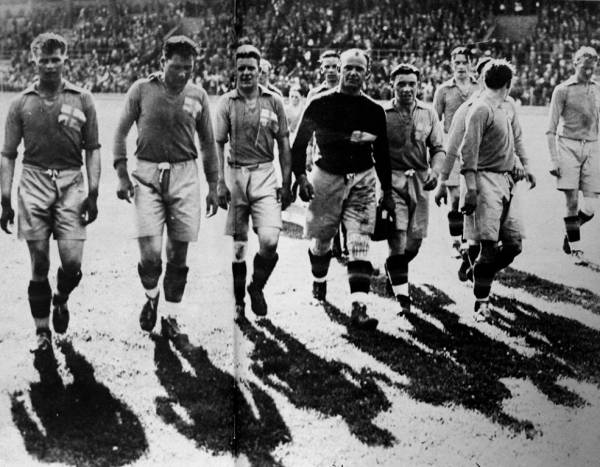
Dahl a Suècia el 1930.